# Clayton Stanley
Clayton Stanley (ur. 20 stycznia 1978 w Honolulu) – amerykański siatkarz, reprezentant kraju, grający na pozycji atakującego. W reprezentacji USA zadebiutował w 2000 roku. Największy sukces z reprezentacją odniósł w 2008 roku, zdobywając Mistrzostwo Olimpijskie. W sezonie 2012–2013 miał grać dla rosyjskiego klubu Lokomotiw Nowosybirsk, ale ostatecznie spędził ten czas w swoim kraju, głównie na leczeniu kontuzji kolana

## Życie prywatne
Pochodzi z rodziny siatkarskiej jego matka – Sara Haine i dziadek – Tom Haine, reprezentowali Kanadę, a ojciec Jon Stanley – Stany Zjednoczone.

## Sukcesy klubowe
Mistrzostwo Grecji:
- 2004, 2005
- 2006

Superpuchar Grecji:
- 2004, 2005

Puchar Grecji:
- 2005, 2006

Liga Mistrzów:
- 2008
- 2005, 2006

Puchar Rosji:
- 2007, 2009

Mistrzostwo Rosji:
- 2007, 2009, 2010[3]
- 2008

Klubowe Mistrzostwa Świata:
- 2009

## Sukcesy reprezentacyjne
Mistrzostwa Ameryki Północnej, Środkowej i Karaibów:
- 2003, 2005, 2007
- 2001, 2009, 2011

Puchar Wielkich Mistrzów:
- 2005

Liga Światowa:
- 2008
- 2012
- 2007

Puchar Ameryki:
- 2007

Igrzyska Olimpijskie:
- 2008

## Nagrody indywidualne
- 2003: MVP Mistrzostw Ameryki Północnej, Środkowej i Karaibów
- 2004: Najlepszy serwujący Ligi Mistrzów
- 2005: Najlepszy punktujący i zagrywający Ligi Mistrzów
- 2006: Najlepszy punktujący Ligi Mistrzów
- 2008: MVP Ligi Mistrzów
- 2008: MVP, najlepszy punktujący i zagrywający Igrzysk Olimpijskich 2008 w Pekinie
- 2010: Najlepszy zagrywający Mistrzostw Świata rozgrywanych we Włoszech[4][martwy link]
- 2011: Najlepszy zagrywający fazy interkontynentalnej Ligi Światowej
- 2012: Najlepszy zagrywający fazy finałowej Ligi Światowej